# 22605 Steverumsey
22605 Steverumsey è un asteroide della fascia principale. Scoperto nel 1998, presenta un'orbita caratterizzata da un semiasse maggiore pari a 2,2439662 UA e da un'eccentricità di 0,0506468, inclinata di 6,61898° rispetto all'eclittica.